# 飛島村
飛島村（とびしまむら）は、愛知県西部に位置し、海部郡に属する村。伊勢湾最北部に面し、尾張地方に含まれる。北設楽郡豊根村とともに、愛知県内で2つしかない村のひとつ。

## 概要
1889年、愛知県海西郡飛島新田、服岡新田、政成新田が合併して誕生。
元々は新田を作るべく干拓された土地であるために稲作が盛んである。さらに、野菜や花卉栽培も盛んに行われており
、2017年度の農業産出額は13億3000万円であった。
また、政令指定都市の名古屋市に隣接していることにより、名古屋港の一角である南部は臨海工業地帯として開発されている。西名古屋火力発電所をはじめ、自動車関連産業、造船産業、鉄鋼関連の事業所、材木関連産業、輸出関係の倉庫などが多数立地しており、名古屋税関の出張所も置かれている。
2007年9月に公示された基準地価では、同村東浜2丁目に位置する住友倉庫が30.6パーセントの上昇率で、工業地としては日本で1位を記録した。
人口（夜間人口）は約4400人に過ぎないのに対し、昼間人口は約14,000人（夜間人口の約3倍）に達する。これは、村外から飛島村の臨海工業地帯への通勤者が多いためである。
村全体が干拓地や埋立地であるために海抜ゼロメートル地帯が多く、平均海抜はマイナス1.5メートルである。このために水害を受けやすく、市街化区域は8.66平方キロメートルのみである。残りの13.87平方キロメートルは市街化調整区域に指定されており、住宅地を拡大することが困難である。

## 地理

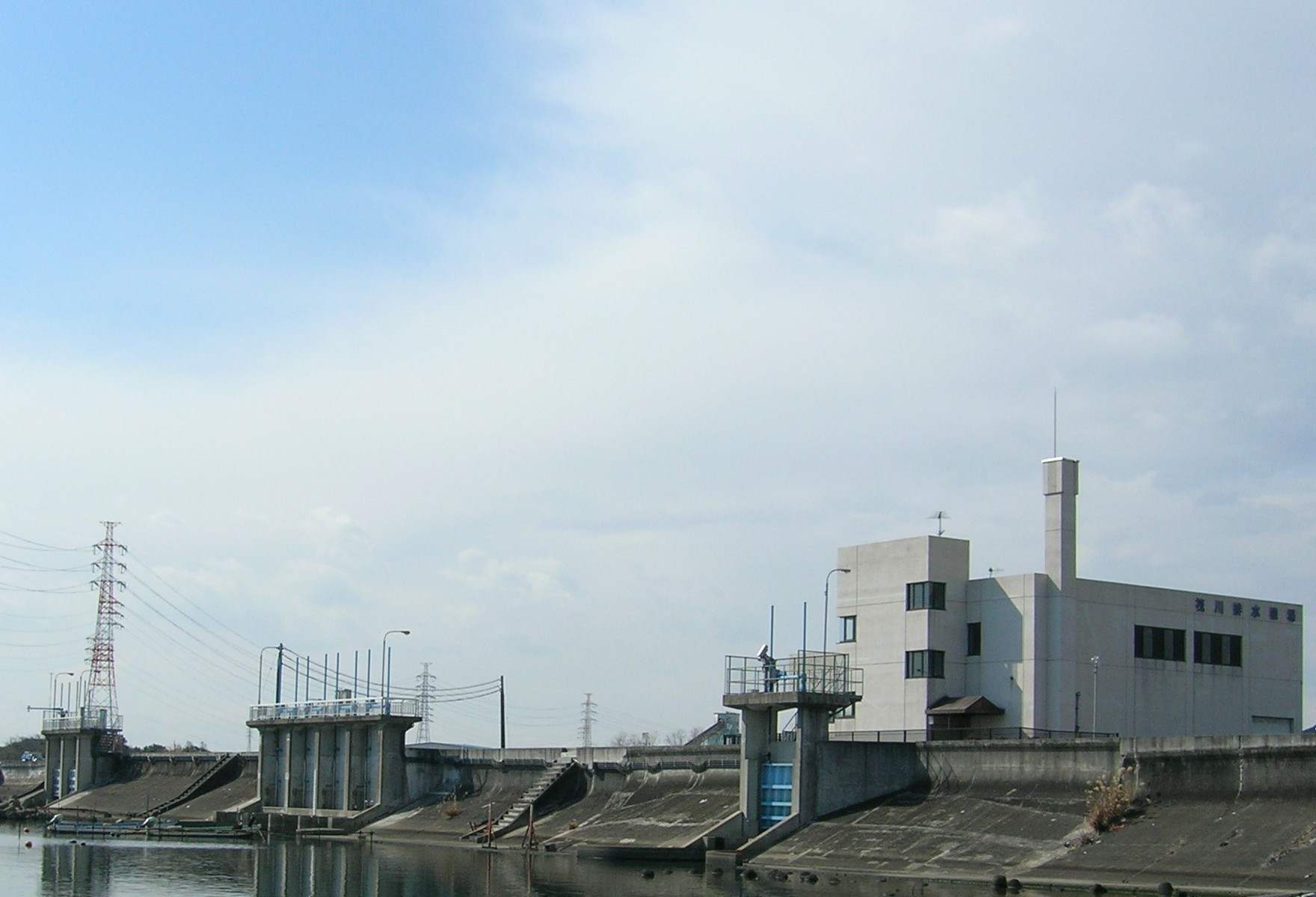
筏川河口

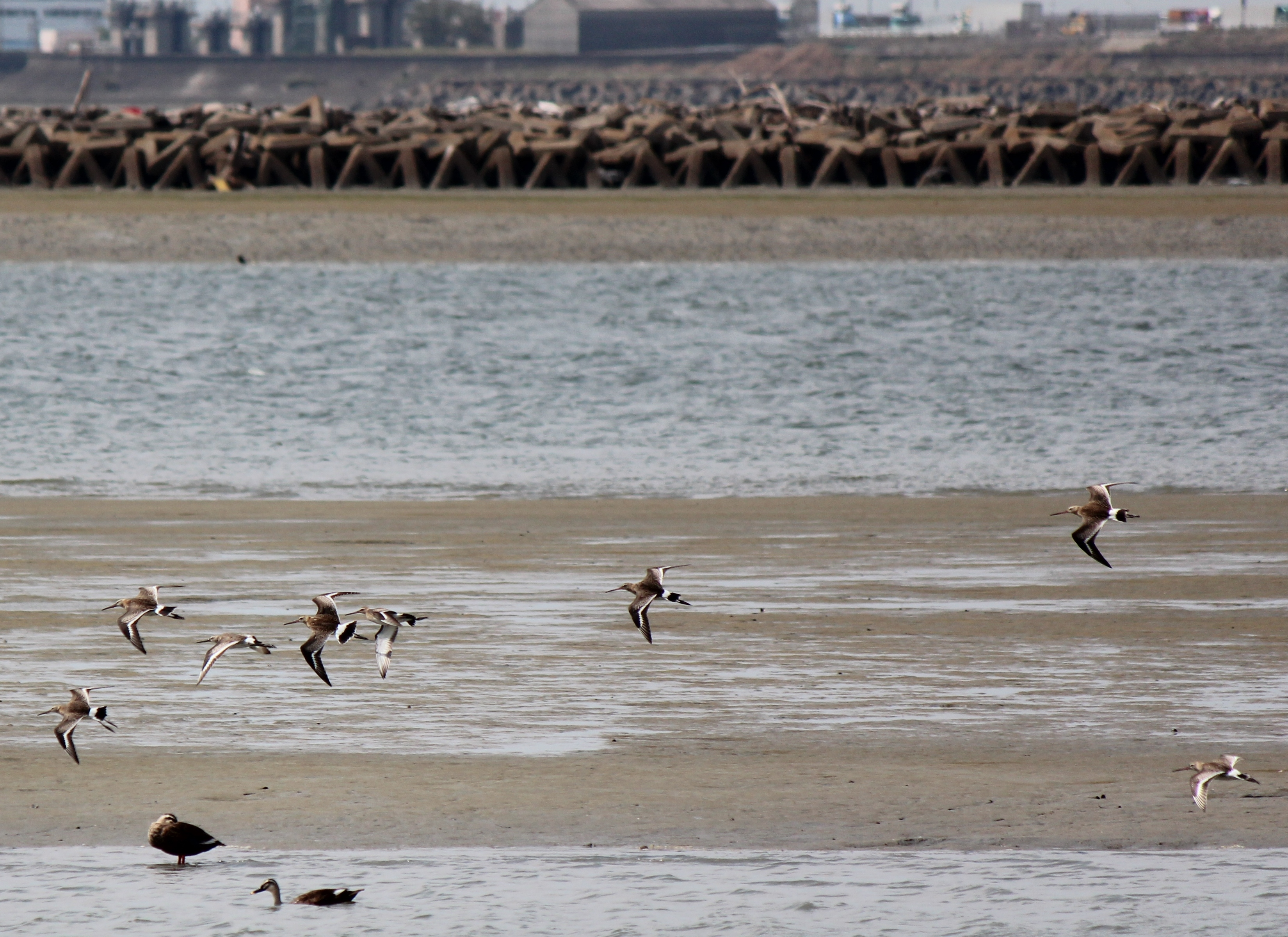
藤前干潟

愛知県では昔から海を干拓して新田を作る事が盛んであったが、飛島村もそのような地区であり、村の全体が干拓や埋め立てによってできた地域である。
村の北部は干拓によって出来た海抜ゼロメートル地帯であり、農村風景が広がる。
南部は埋め立て地で、名古屋港の一角を占める名古屋港西部臨海工業地帯として造成された地区である。
また、海上の貯木場も複数個所で見られる。

### 地形

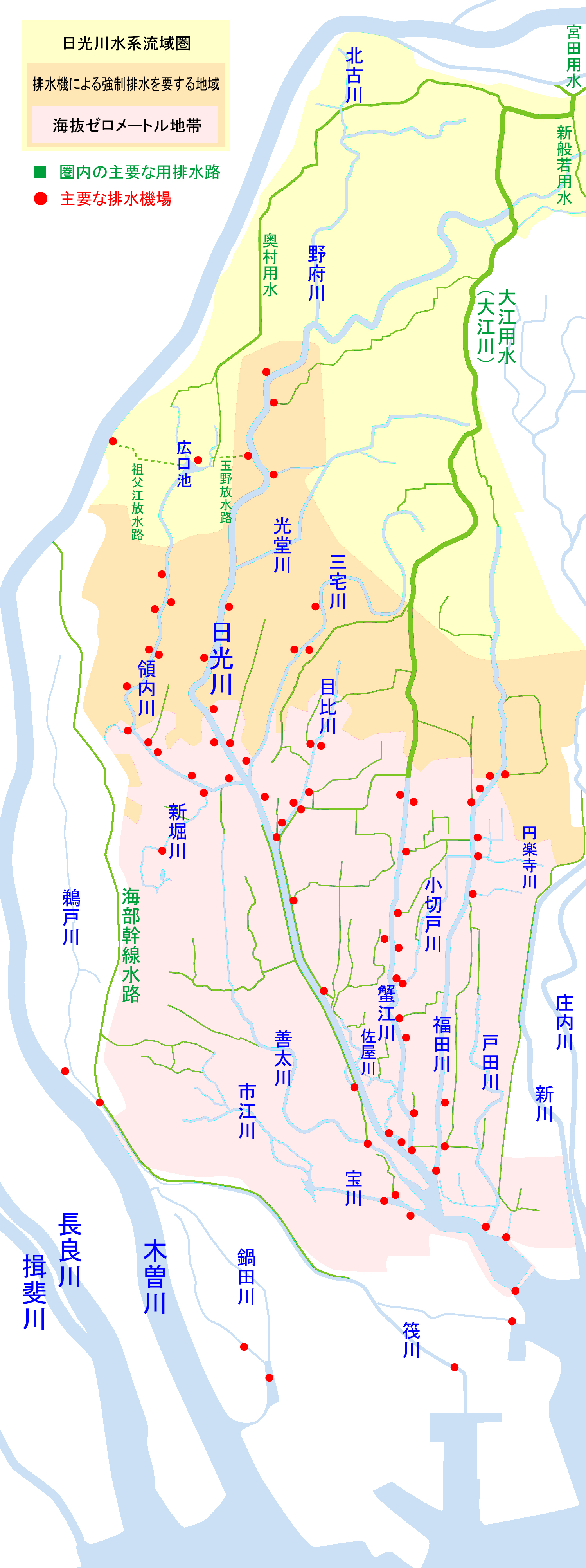
日光川水系の概略図

- 日光川 - 二級河川。飛島村の東端で、蟹江町や名古屋市との行政境界を成す。
- 筏川 - 二級河川。飛島村の西端で、弥富市との行政境界を成す。
- 藤前干潟 - ラムサール条約登録湿地。

### 地名
- 飛島新田
- 政成新田
- 服岡新田
- 重宝（旧・宝地村）
- 新政成（1934年、政成新田より成立）
- 梅之郷（1952年、飛島新田より成立）
- 金岡（1971年、埋立地より成立）
- 木場（1971年、埋立地より成立）
- 西浜（1971年、埋立地より成立）
- 東浜（1971年、埋立地より成立）
- 服岡（1972年、服岡新田より成立）
- 三福（1972年、服岡新田より成立）
- 渚（1975年、飛島新田・三福・服岡新田より成立）
- 松之郷（1975年、飛島新田より成立）
- 古政成（1975年、政成新田より成立）
- 大宝（1985年、大宝新田・八島新田・重宝より成立）
- 大宝八島（大宝より成立）
- 元起（飛島新田より成立）
- 竹之郷（飛島新田より成立）

### 人口
人口は、2019年10月1日時点で4609人である。村ではあるが北設楽郡東栄町や設楽町よりは多い。
| |                                        |  |
| 飛島村と全国の年齢別人口分布（2005年） | 飛島村の年齢・男女別人口分布（2005年） |  |
| ■紫色 ― 飛島村 ■緑色 ― 日本全国 | ■青色 ― 男性 ■赤色 ― 女性              |  |
| 飛島村（に相当する地域）の人口の推移 \| 1970年（昭和45年） \| 4,381人 \| \| \| 1975年（昭和50年） \| 4,708人 \| \| \| 1980年（昭和55年） \| 4,709人 \| \| \| 1985年（昭和60年） \| 4,719人 \| \| \| 1990年（平成2年） \| 4,630人 \| \| \| 1995年（平成7年） \| 4,732人 \| \| \| 2000年（平成12年） \| 4,525人 \| \| \| 2005年（平成17年） \| 4,369人 \| \| \| 2010年（平成22年） \| 4,525人 \| \| \| 2015年（平成27年） \| 4,397人 \| \| \| 2020年（令和2年） \| 4,575人 \| \| |                                        |  |
| 総務省統計局 国勢調査より |                                        |  |
| 1970年（昭和45年） | 4,381人                                |  |
| 1975年（昭和50年） | 4,708人                                |  |
| 1980年（昭和55年） | 4,709人                                |  |
| 1985年（昭和60年） | 4,719人                                |  |
| 1990年（平成2年） | 4,630人                                |  |
| 1995年（平成7年） | 4,732人                                |  |
| 2000年（平成12年） | 4,525人                                |  |
| 2005年（平成17年） | 4,369人                                |  |
| 2010年（平成22年） | 4,525人                                |  |
| 2015年（平成27年） | 4,397人                                |  |
| 2020年（令和2年） | 4,575人                                |  |

### 隣接している自治体・行政区
愛知県
- 名古屋市（港区）
- 弥富市
- 東海市 （海上で隣接）
- 知多市 （海上で隣接）
- 海部郡蟹江町

### 市外局番
- 市外局番は村内全域で0567（津島MA）が用いられる。
  - 2003年（平成15年）1月31日までの市外局番は05675であり、現在も村内の市内局番は主に50番台が使用される[9]。

## 歴史

### 沿革
- 1693年（元禄6年） - 大宝新田を造成[1]。
- 1801年（享和元年） - 熱田奉行兼舟奉行の津金文左衛門が飛島新田を造成[1]。また、服岡新田も造成された[1]。
- 1879年（明治12年） - 政成新田を造成[1]。
- 1889年（明治22年）10月1日 - 海西郡飛島新田、政成新田、服岡新田が合併して海西郡飛島村が発足。
- 1906年（明治39年）7月1日 - 同郡宝地村の一部（大宝、八島、重宝）を編入。
- 1913年（大正2年）4月4日 - 海西郡が海部郡と改称され、海部郡飛島村に改称。
- 1944年（昭和19年） - 東南海地震にて甚大な被害が発生。
- 1945年（昭和20年） - 太平洋戦争敗戦までに、6軒に1人の若者が戦死。
- 1959年（昭和34年） - 伊勢湾台風で当時の村域の大半が水没[6]。死者132名、住宅の全半壊・流出など722戸[10]。人口流出が相次ぎ、村内の小中学生は一宮市、稲沢市の学校に約3カ月間疎開[11]。
- 1962年（昭和37年） - 総延長8250 mの高潮堤防完成。名古屋港臨海工業地帯建設に伴い、村内海苔養殖従業者349世帯に対し、1世帯平均654万円の漁業権返上補償金が支払われた。
- 1971年（昭和46年） - 名古屋港西部臨海地帯の西2区・4区を編入。
- 2005年（平成17年）12月 - 大型コンテナ船に対応したマイナス16 m大水深の飛島ふ頭南側第1バース竣工。
- 2008年（平成20年） - 日本初自働化荷役システムを導入した第2バース供用開始。

### 貧しい村から日本一の金持ち村へ

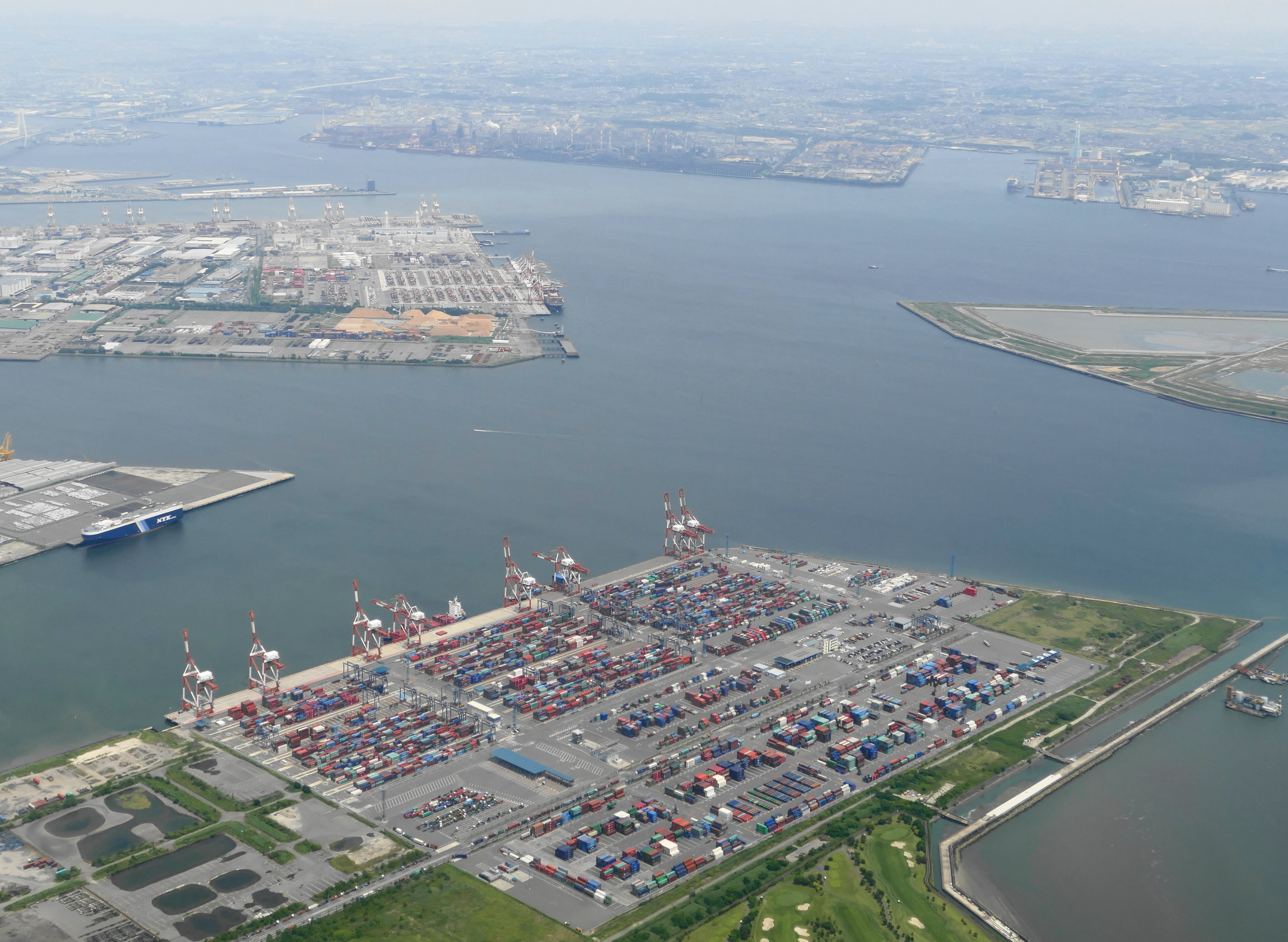
名古屋港西部臨海工業地帯。中央左が飛島埠頭。手前は弥富市の鍋田埠頭。

かつては貧しい村であり、戦前から数度市町村合併の俎上に上るも、相手自治体から毎回拒否された。
1944年の東南海地震でも甚大な災害を被ったものの、太平洋戦争下で軍部の命令により、燈火管制を敷いている名古屋市の工場が攻撃される事を防ぐため、飛島村の田や畑に裸電球を燈して大都市を装うことで、戦争の矢面に立つことを余儀なくされ、空襲による犠牲者も多かった。
さらに1959年9月に襲来した伊勢湾台風では高潮被害などで130名の犠牲者を出し、村長が県・国に数度対策を哀願するも、財政力の弱さから、復旧は「南海作戦」と呼ばれる海上自衛隊が着手した最後の伊勢湾台風復旧事業により被災から2ヶ月後まで水が引くことはなかった。村民の流出も相次ぎ、1960年時点では、財政力指数は0.22の貧しい自治体であった。なお、筏川の畔には「伊勢湾台風殉難之碑」が建立された。
同年、当時の愛知県知事・桑原幹根により、伊勢湾台風の直撃を受けた湾岸に臨海工業地帯の建設が計画され、飛島村では1962年から1981年にかけて伊勢湾岸の埋め立てが行われた。埋め立て中の1968年には33万平方メートルの貯木場が完成し、行政権は飛島村に属することが決まった。さらに造船鉄鋼産業地も飛島村に属し、次第に裕福な村へと変貌していった。
2017年度の歳入額は約68億5000万円で、うち固定資産税は約29億4000万円、同年度の財政力指数は日本で最高位の2.15であり、「日本一の金持ち村」として、度々マスメディアで特集を組まれ紹介されている。

## 行政

### 村長
- 村長：加藤光彦（2020年4月10日〜 1期目）

#### 歴代村長
- 久野時男（2000年4月10日〜 2020年4月9日 5期）

### 財政
福祉
- 子供の医療費について、18歳到達後最初の年度末まで助成。
- 住民が出産し、1年以上村内に在住した場合と、子供が小学校、中学校にそれぞれ入学した場合、村から10万円の祝金を支給。
- 90歳になると20万円、95歳になると50万円、100歳になると100万円が支給。
- 独居の老人に乳酸菌飲料を無料支給するなど、高齢者への無料サービスも実施。

## 議会

### 村議会
- 定数：10人
- 2019年4月30日 - 2023年4月29日

### 衆議院
- 選挙区：愛知9区 （津島市、稲沢市、愛西市、弥富市、あま市、大治町、蟹江町、飛島村）
- 任期：2024年10月27日 - 2028年10月26日
- 投票日：2024年10月27日
- 当日有権者数：377,902人[17]
- 投票率：52.01％

| 当落 | 候補者名 | 年齢 | 所属党派   | 新旧別 | 得票数   | 重複 |
| ---- | -------- | ---- | ---------- | ------ | -------- | ---- |
| 当   | 岡本充功 | 53   | 立憲民主党 | 元     | 91,152票 | ○    |
| 比当 | 長坂康正 | 67   | 自由民主党 | 前     | 78,726票 | ○    |
|      | 伊藤恵子 | 71   | 日本共産党 | 新     | 19,899票 |      |

## 施設

飛島郵便局

### 警察
本部は蟹江町にある愛知県警察蟹江警察署である。
交番
- 松之郷に海部南部交番が所在する。

### 消防
本部は村内にある海部南部消防組合である。
消防署
- 海部南部組合消防署 - 村の北西部の大宝に立地する。

出張所
- 南出張所

### 郵便局
郵便配達は弥富市にある弥富郵便局が行う。
- 飛島郵便局 - 村役場の近くの松之郷に立地する。

### 図書館

飛島村図書館

- 飛島村図書館

村役場の近くの松之郷に、1996年に飛島村すこやかセンターが竣工し、飛島村図書館も開館した。図書館部分の延床面積は1353.84 m2で、蔵書収容能力は80,000冊であり、内訳は開架が65,000冊、閉架が15,000冊とされていた。ただ、2015年度末の蔵書冊数は88,706冊であり、2015年度の貸出冊数は71,594冊である。

### 運動施設
- 飛島総合体育館
  - 飛島村南部体育館
- 飛島東グランド - 梅之郷の東端部、名古屋港に面している。

### その他施設
- ふれあいの里
  - 源泉かけ流しの温浴施設「ふれあい温泉」、足湯

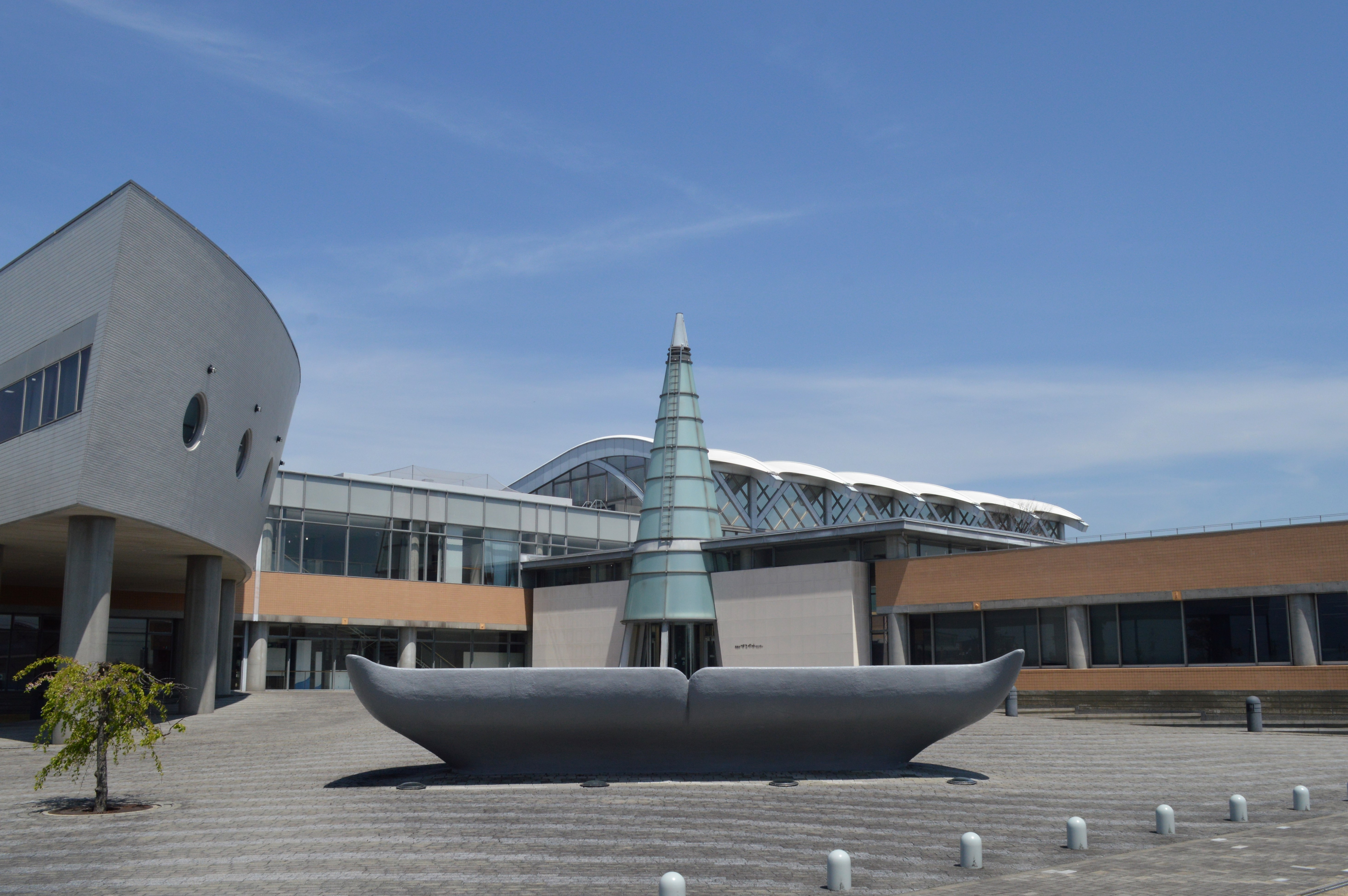
飛島村すこやかセンター
  - 温水プール、飛島村図書館、トレーニングルーム、飛島村児童館、飛島村保健センター、地域包括支援センター
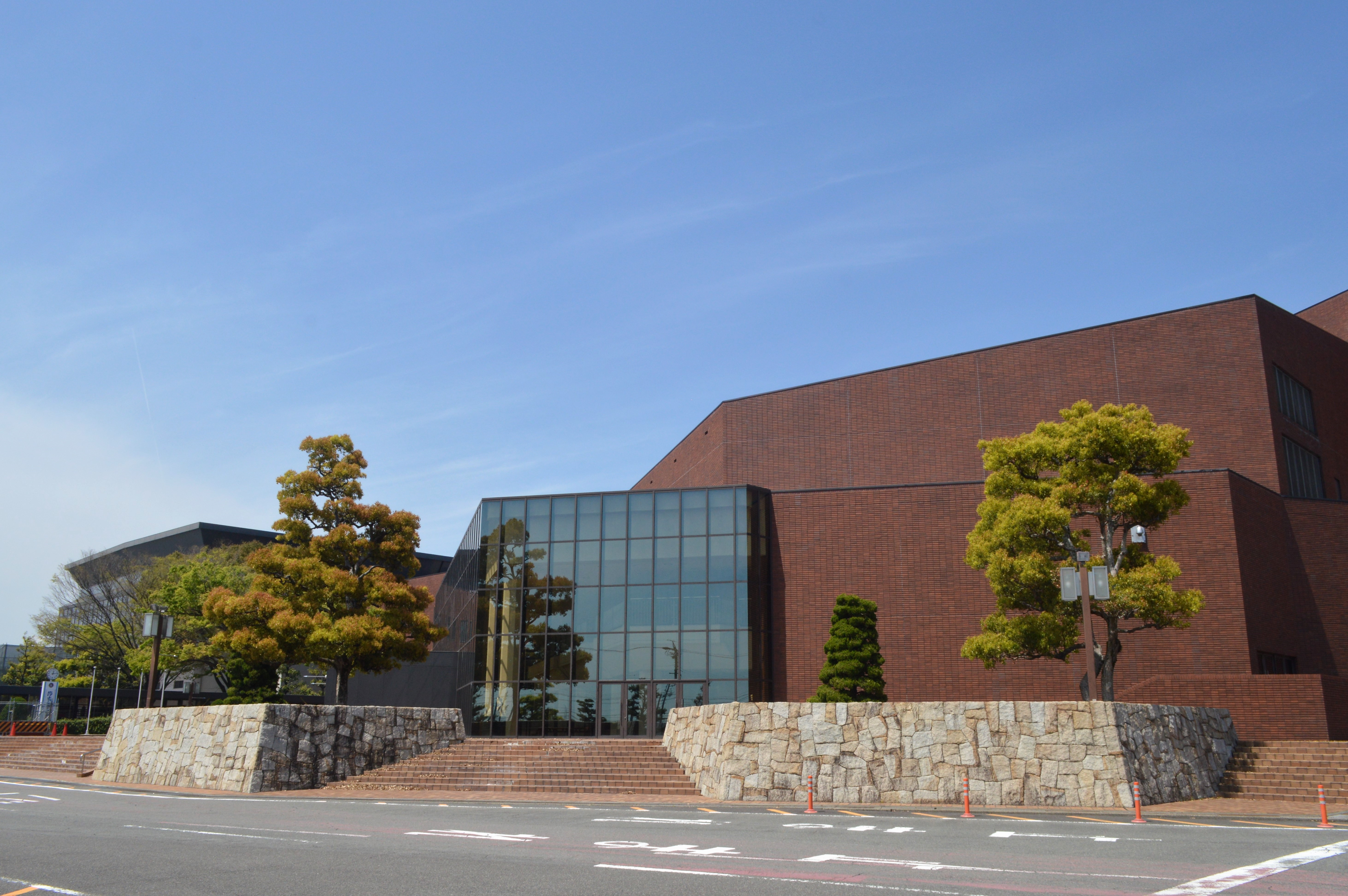
飛島中央公民館
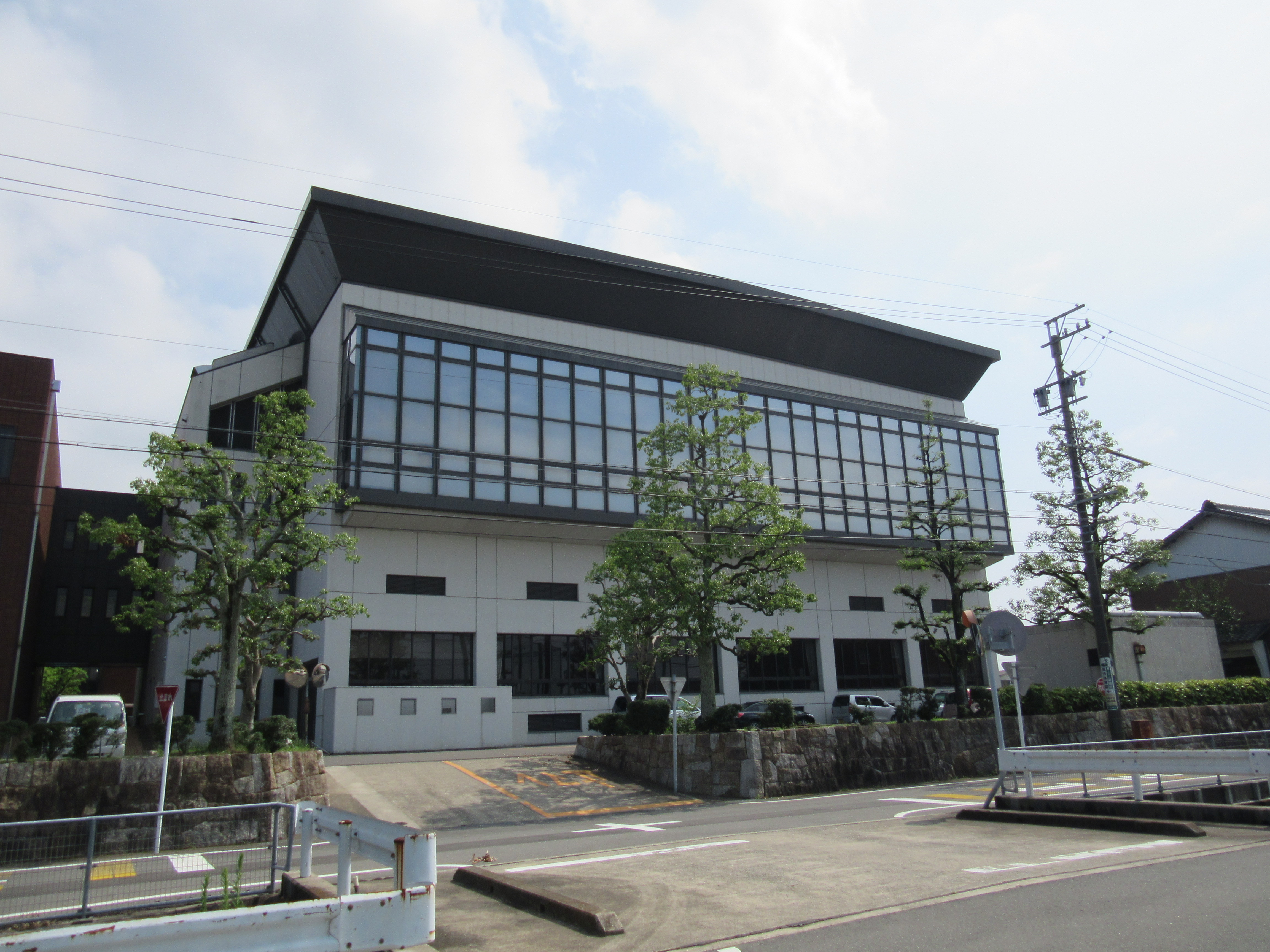
飛島村商工会

- 飛島村すこやかセンター
- 飛島村中央公民館
- 飛島村総合体育館

## 姉妹都市･提携都市

### 国外
姉妹都市
- リオビスタ市（英語版）（アメリカ合衆国カリフォルニア州ソラノ郡）
  - 2007年4月6日 姉妹都市提携[19]

フレンドシップ相手国
2005年日本国際博覧会（愛知万博）では「一市町村一国フレンドシップ事業」が行われた。名古屋市を除く愛知県内の市町村が、120の万博公式参加国をフレンドシップ相手国として迎え入れた。
- マーシャル諸島共和国

### 国内
友好自治体
- 豊根村（愛知県北設楽郡） - 長野県や静岡県と境を接する。愛知県では飛島村以外で唯一の村である。なお地勢は険しく、飛島村のような平坦な土地ではない。
  - 2016年1月19日 友好都市提携[21]
- 南種子町（鹿児島県熊毛郡） - 種子島南部の自治体で、種子島宇宙センターが立地する。なお、飛島村には宇宙産業関連の工場も立地している[1]。
  - 2016年6月2日　友好都市提携[22]

友好交流提携
- 輪島市（石川県）
  - 2021年11月25日 友好交流協定締結[23]

## 経済

### 第1次産業
穀物、野菜

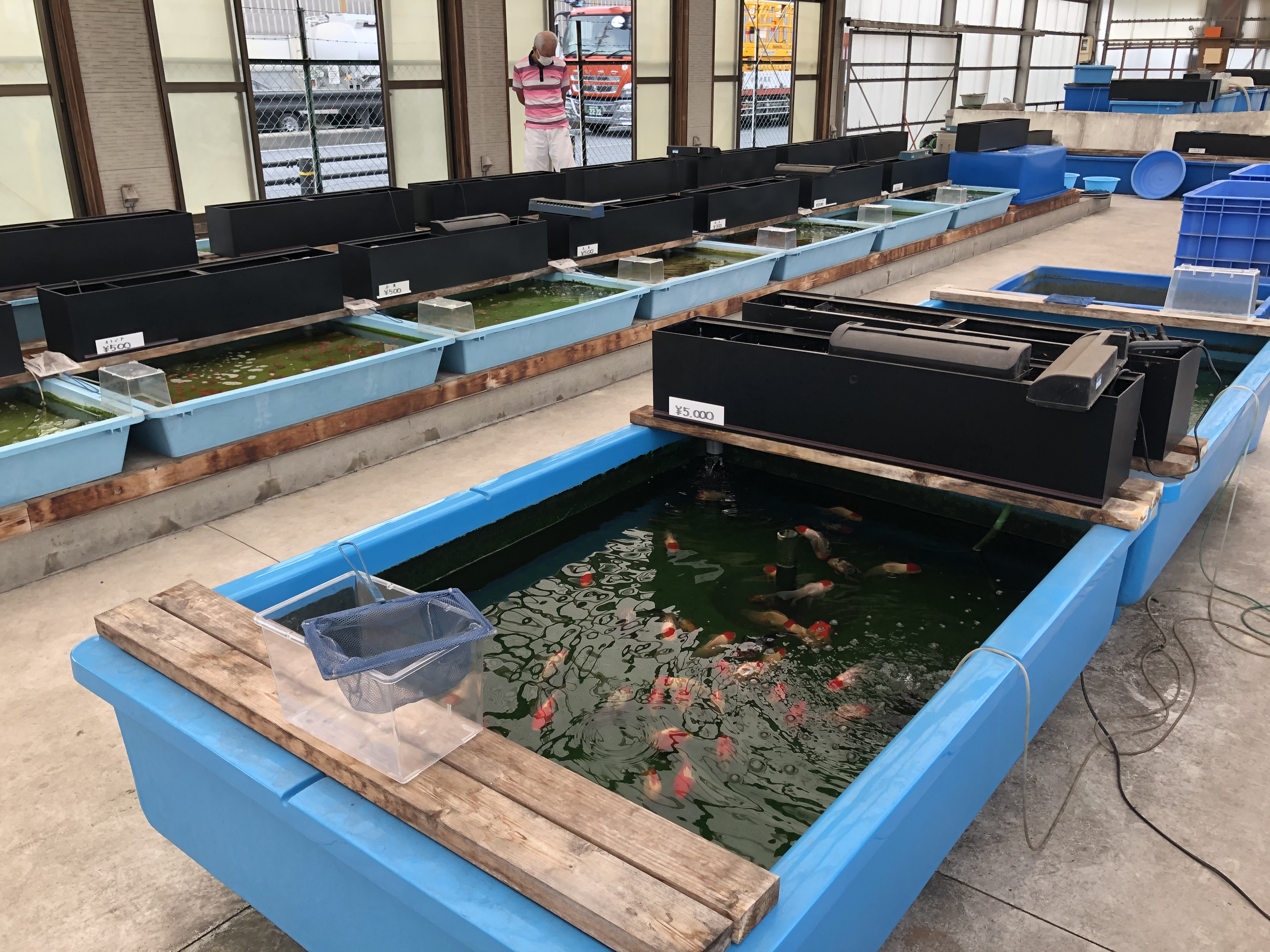
金魚店

- 水稲、小麦、大豆、ホウレンソウ、ネギ、ミツバ[24]

花卉
- キク、バラ、ミニバラ、ポインセチア、エレモフィラニベア、ハイビスカス、プリムラ、マーガレット、パンジー、オリーブ、サイネリア、マラコイデス、サンセベリア、ポトス、オキシカルジューム[25]

畜産者
- 鶏卵[26]

林産物
- シイタケ

水産物
- ボラ[注釈 1]、コイ、フナ、モロコ

観賞魚
- キンギョ

### 第2次産業
本社を置く主な企業
- 三和鐵鋼
- 王子埠頭
- 名正運輸
- 丸金運輸
- 名新陸運
- 藤木陸運
- ベニクス
- 福山冷蔵
- 大洋海運
- キラックス
- 橋元運輸
- 中部資材

主な事業所*
名港海運
- 愛知海運 流通センター
- UCC上島珈琲 名古屋工場
- JERA西名古屋火力発電所

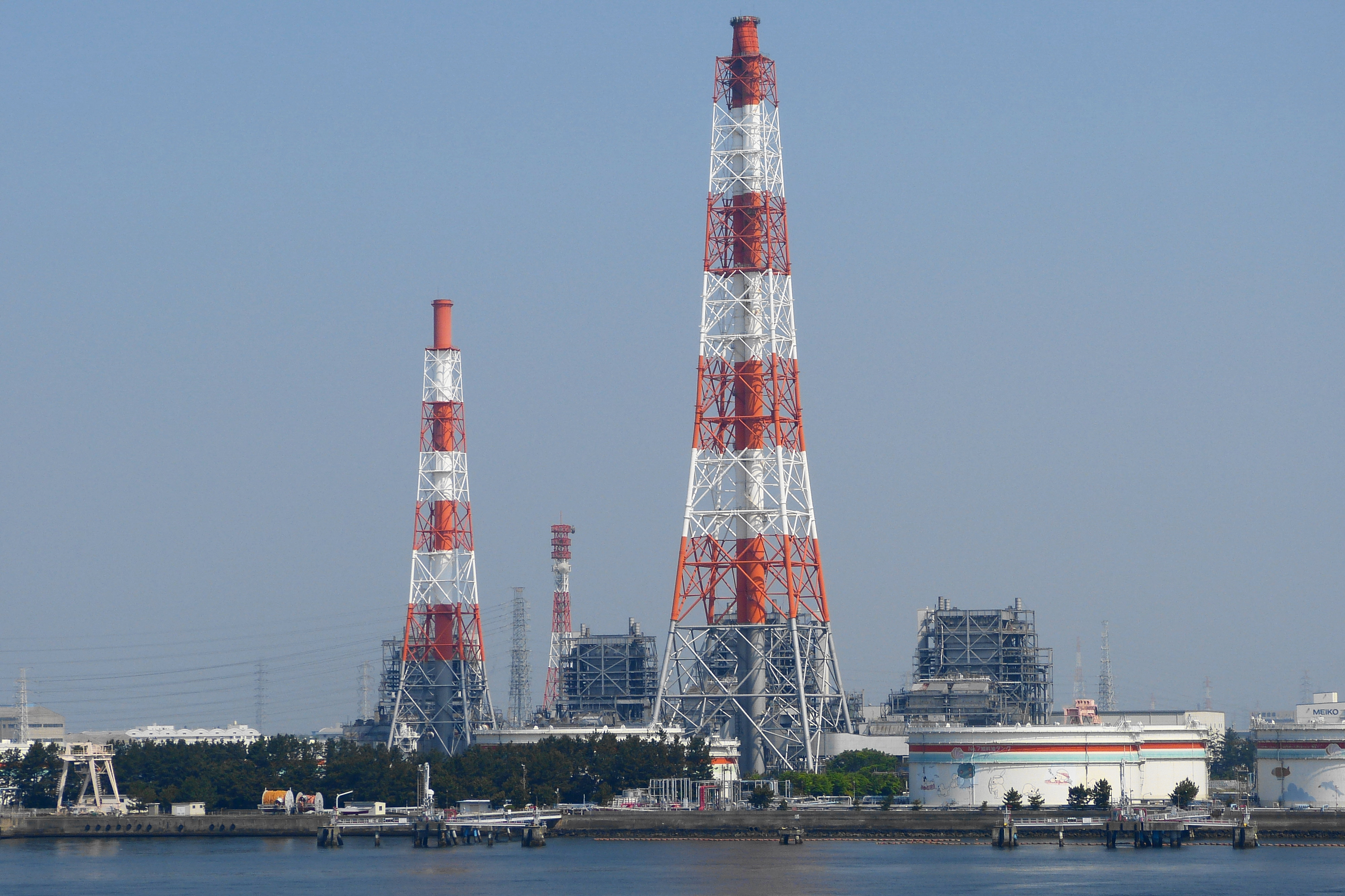
西名古屋火力発電所

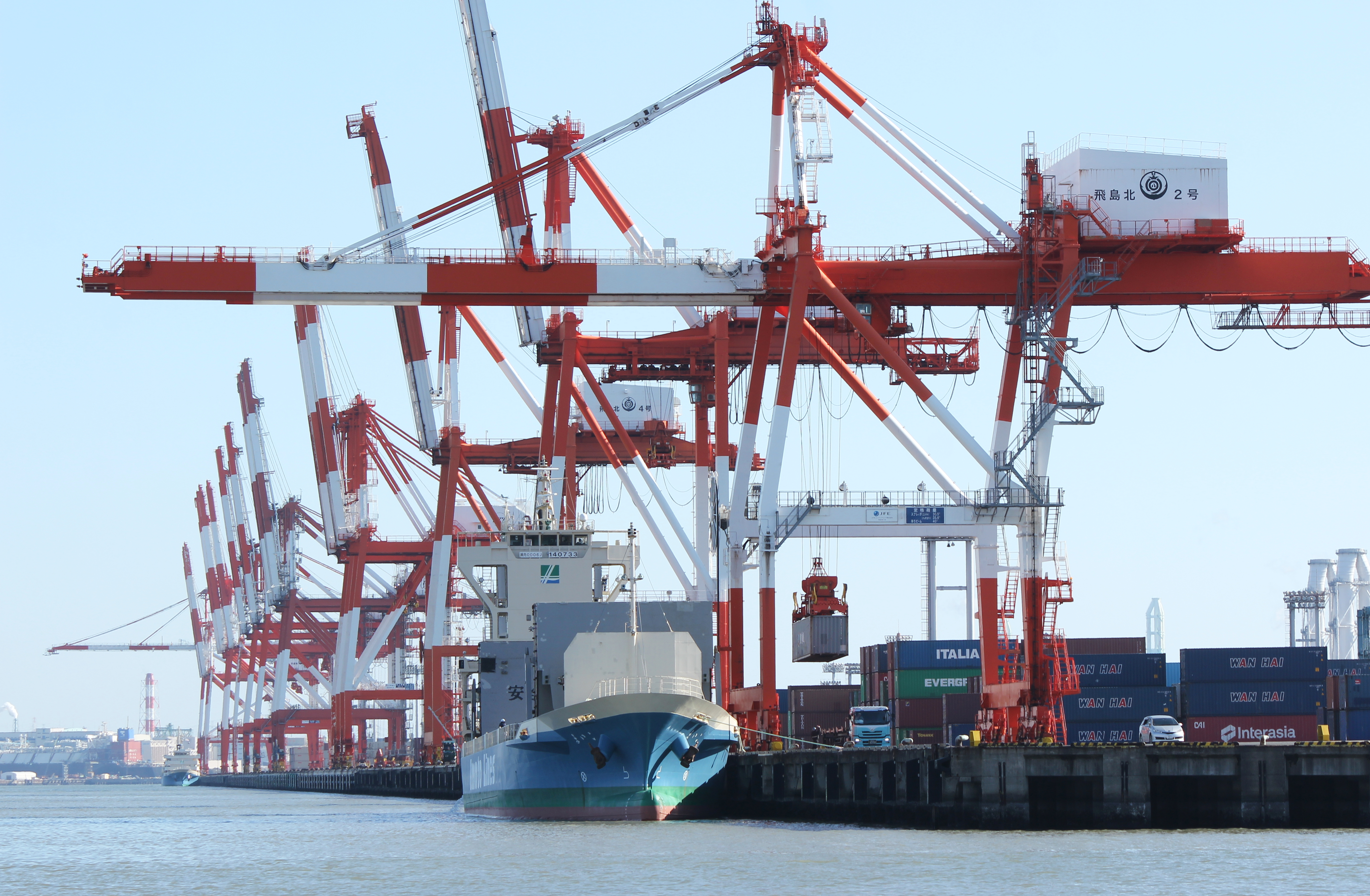
飛島埠頭のコンテナターミナル

- 三菱重工業名古屋航空宇宙システム製作所飛島工場 - * ボーイング * エアバスなどの航空部品およびH-IIA ロケットの組み立てを行っている。
- トヨタ自動車 飛島物流センター
- 川崎重工業航空宇宙システムカンパニー名古屋第二工場
- 三菱自動車工業 名古屋部品センター
- 東海鋼材工業 本社工場
- フジトランスコーポレーション 物流センター

### 第三次産業

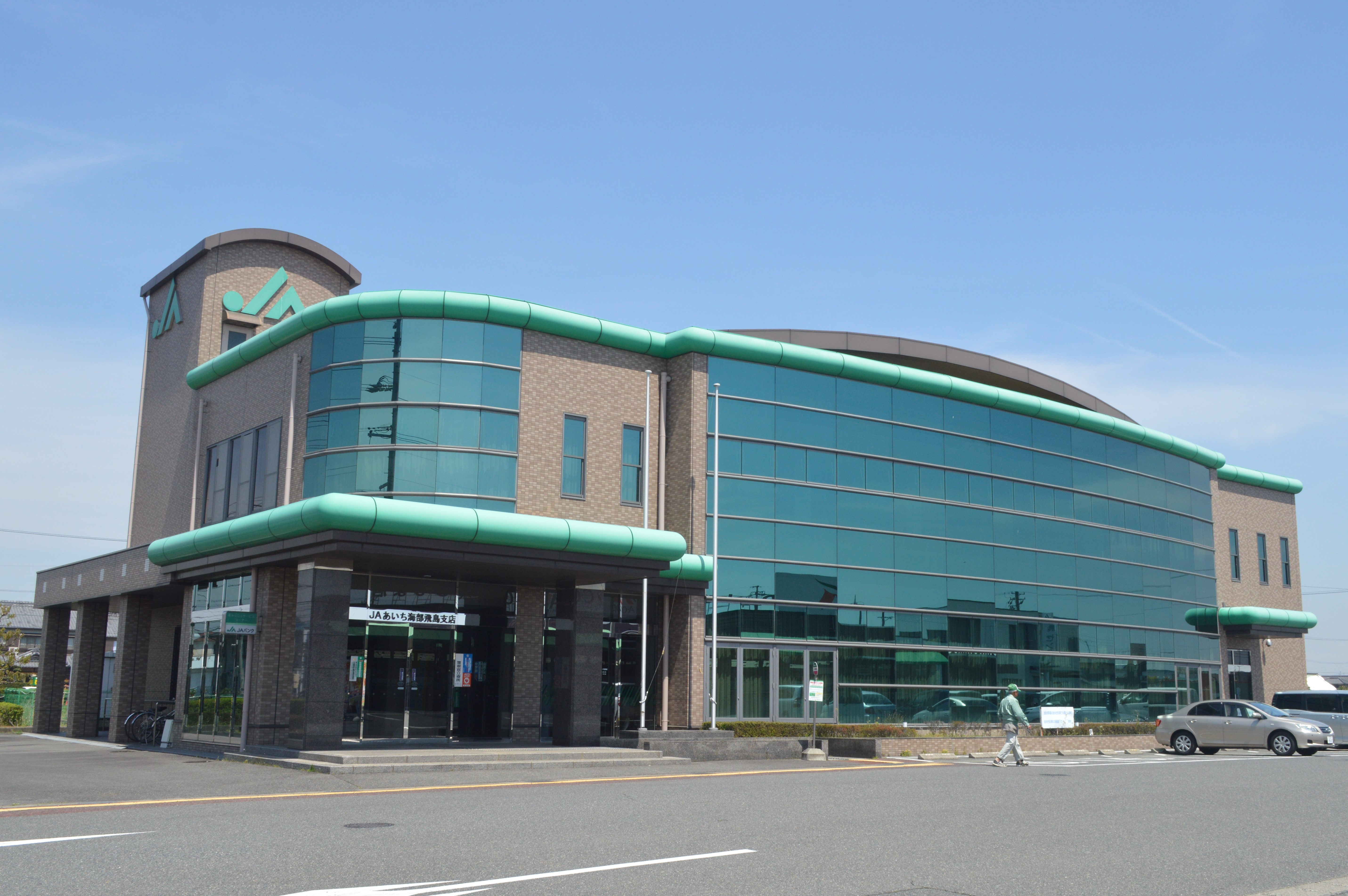
JAあいち海部飛島支店

名古屋市港区が隣接している為、名古屋市方面への移動が多い。
日光川を渡った先の港区には、南陽地区にイオン南陽店、
西茶屋地区にイオンモール名古屋茶屋などの大型商業施設などが立地している。
商業施設
- Aコープ 飛島店

### 金融機関
農業協同組合
- JAあいち海部飛島支店[27]

## 教育

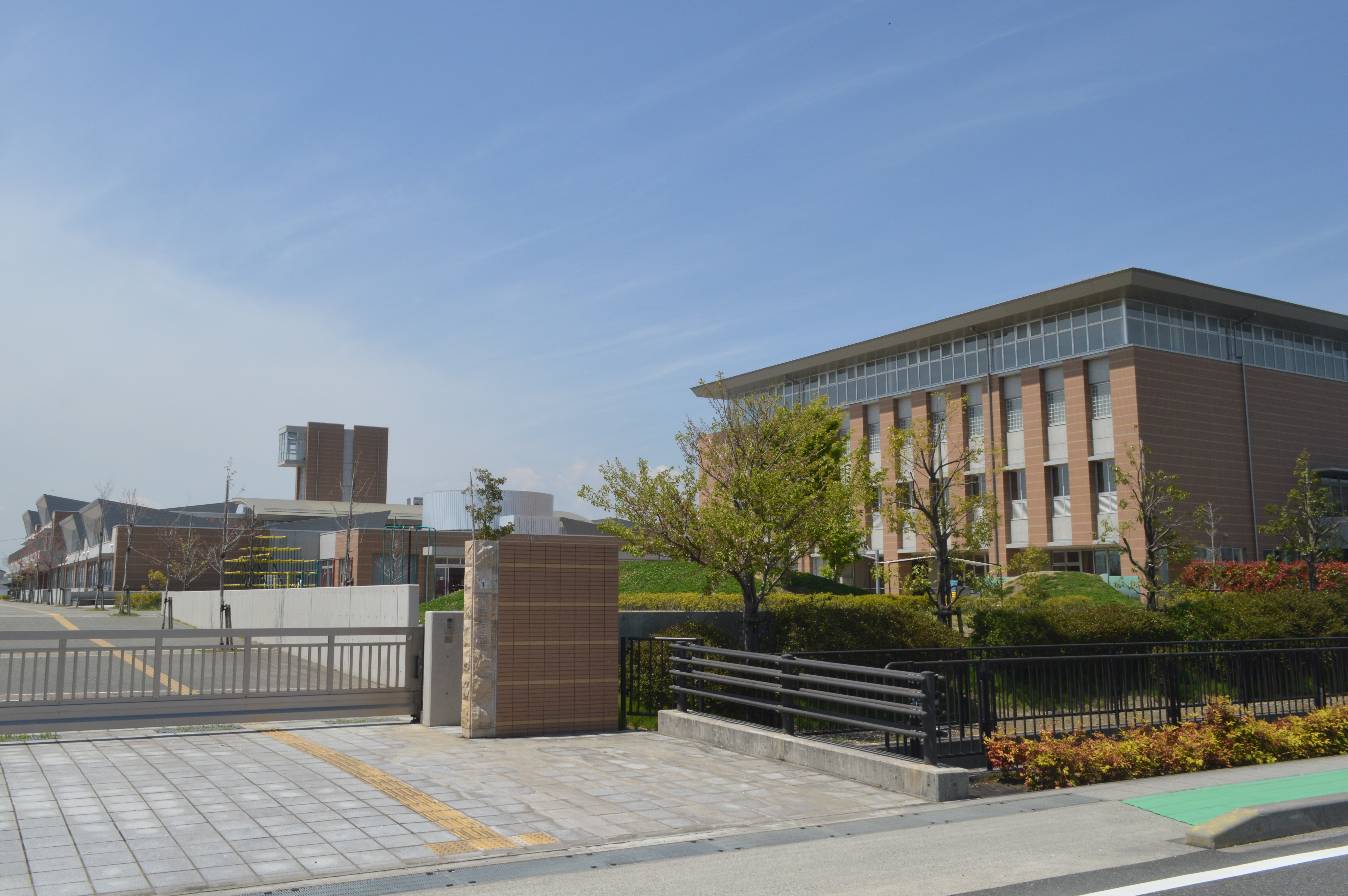
飛島学園

### 義務教育学校
公立
- 飛島村立飛島学園 - 飛島村立飛島中学校と飛島小学校を統合し、2010年に公立小中一貫教育校の飛島学園が開校した。愛知県初の小中一貫校である。初等部（1年〜4年）、中等部（5〜7年）、高等部（8・9年）の4・3・2年制で進級する。2020年3月に飛島村立小中一貫教育校飛島学園飛島小学校と飛島中学校が閉校し、2020年4月から義務教育学校として開校した。

### 保育園
公立
- 第一保育所 - 農業地帯の古政成に立地する。

私立
- 飛島保育園 - 村役場に近い、元起に立地する。

### 専門学校
- 愛知自動車整備専門学校 - 梅之郷の工業地帯に立地する。

## 交通

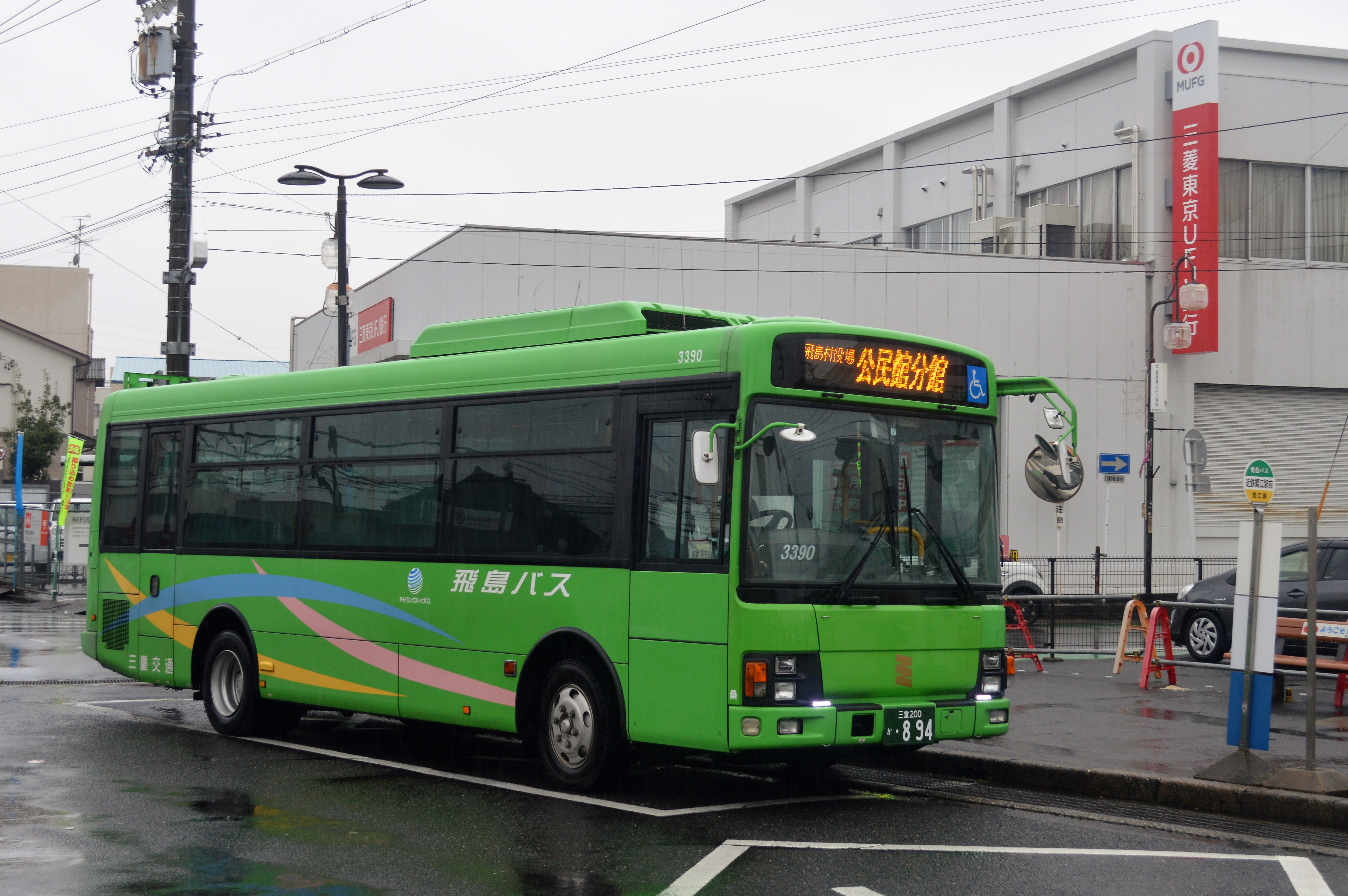
近鉄蟹江駅に乗り入れる飛島公共交通バス

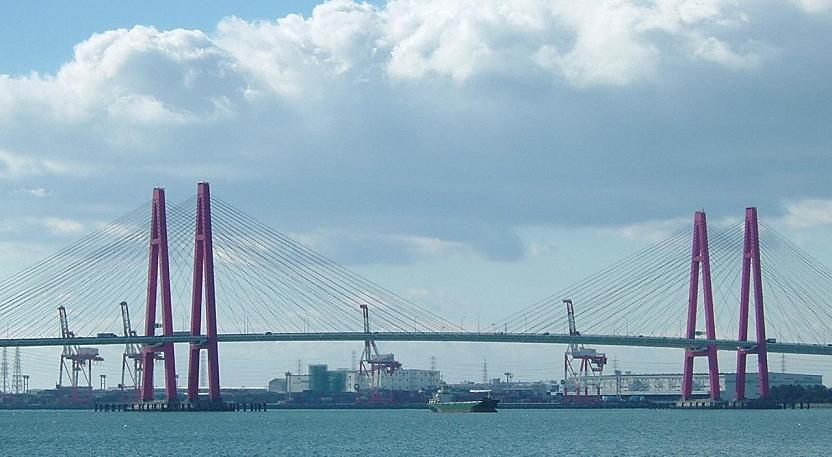
名古屋市港区と飛島村の境を跨ぐ名港西大橋

飛島村内に鉄道は走っていない。

### バス
飛島村ではコミュニティバスとして飛島公共交通バスが運行されており、蟹江町の近鉄名古屋線 近鉄蟹江駅や、名古屋市港区の名古屋市営地下鉄名港線 名古屋港駅・築地口駅、名古屋臨海高速鉄道あおなみ線 稲永駅に乗り入れている。

### 道路
飛島村と名古屋市港区との間には、伊勢湾岸自動車道の名港トリトンの1つである名港西大橋が架かっている。
高速道路
- E1A 伊勢湾岸自動車道

（名古屋市港区） - （10）飛島IC / (10-1) 飛島JCT - （弥富市）
- C2 名古屋第二環状自動車道

（名古屋市中川区） - (27) 飛島北IC - （10-1）飛島JCT
国道
- 国道23号（名四バイパス）

（名古屋市港区） - 梅之郷IC - （平面共用区間）
- 国道302号

主要地方道
- 愛知県道66号蟹江飛島線
- 愛知県道71号名古屋西港線

一般県道
- 愛知県道103号境政成新田蟹江線
- 愛知県道104号新政成弥富線
- 愛知県道462号大藤永和停車場線
- 愛知県道517号蟹江梅之郷線

飛島IC
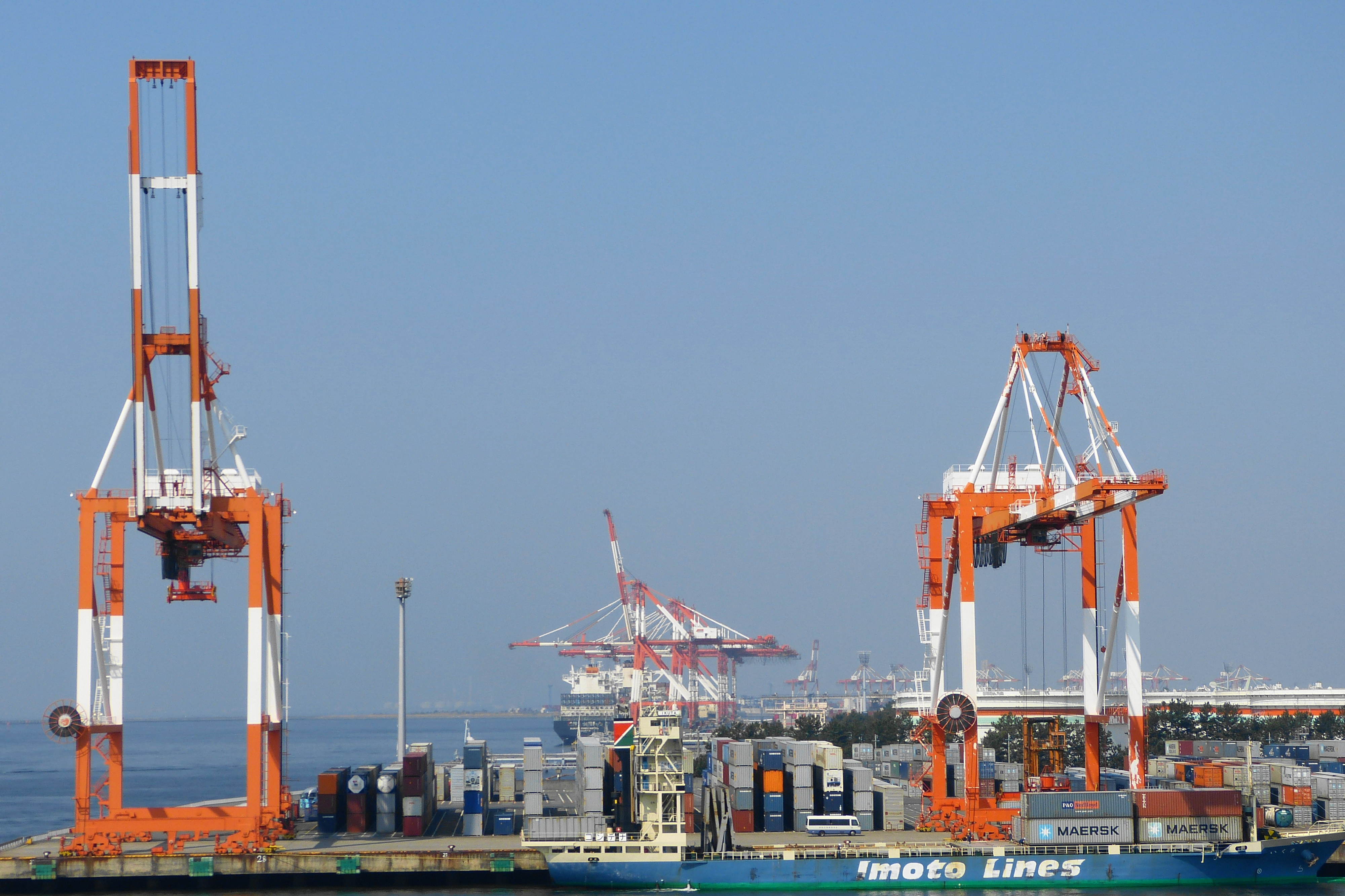
飛島埠頭
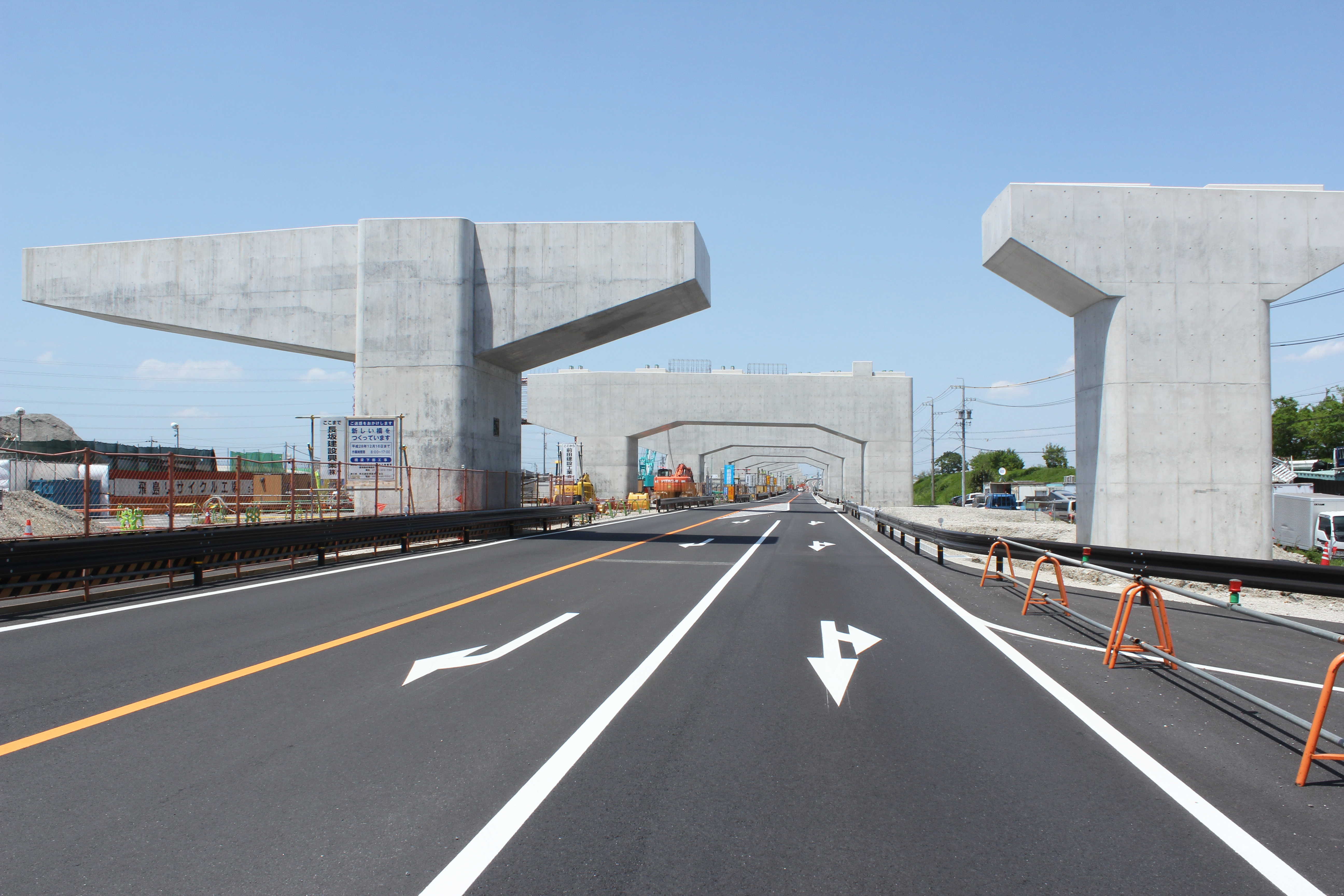
名二環延伸工事が行われている国道302号

### 港湾
- 名古屋港 - 飛島埠頭

## 名所・旧跡・観光スポット

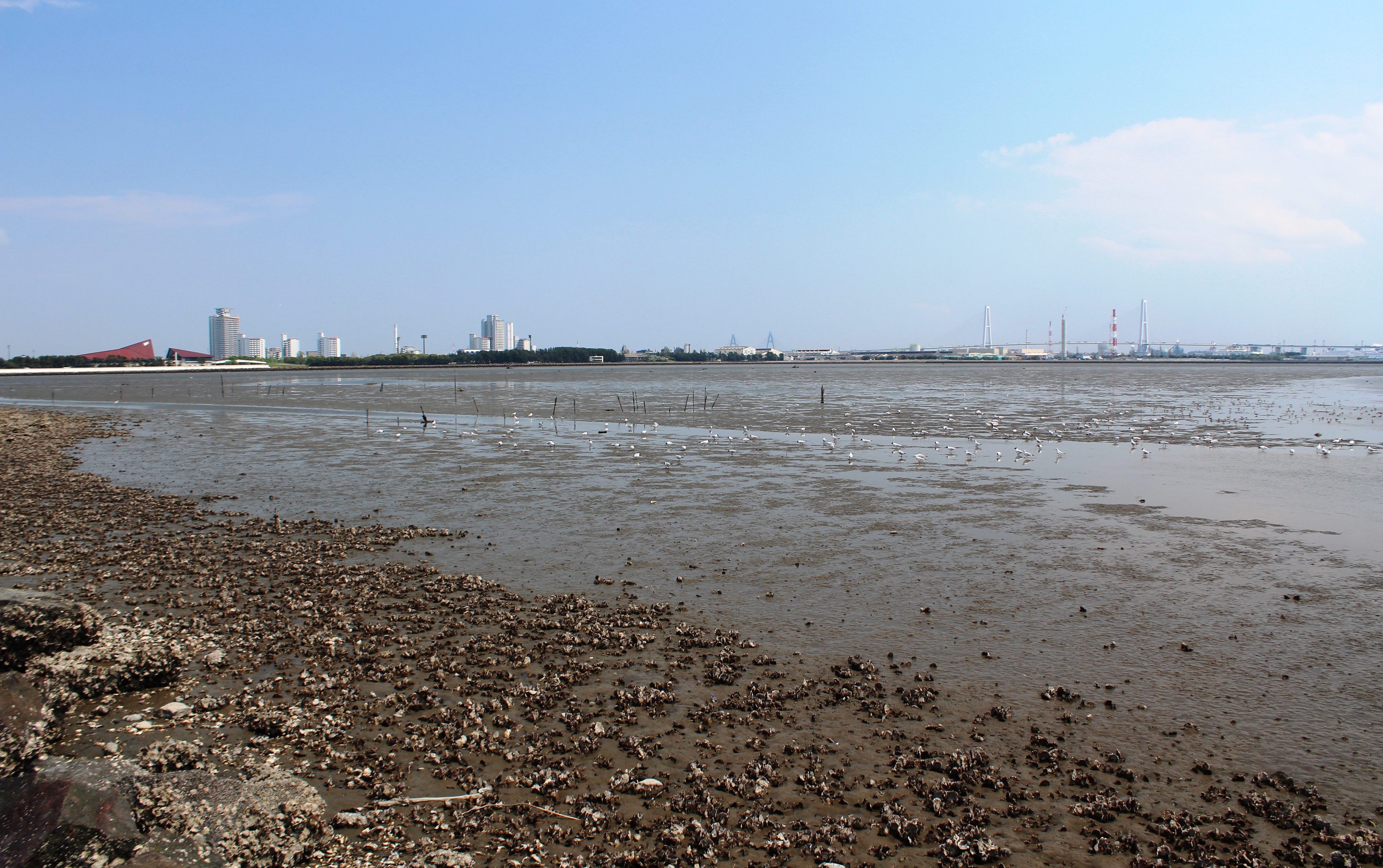
ラムサール条約に登録されている藤前干潟

大宝六角れんが蔵

### 名所・旧跡
飛島村の土地は江戸時代の干拓によって造成が始まった。その一部の飛島新田には一切経堂という、飛島新田で最古の木造建築が残っている。干拓によって死んだ水棲生物を供養するために建立されたとされる。
なお、飛島村内には19の寺院・神社がある。
主な寺院
- 宝珠寺
- 大宝寺
- 正念寺
- 誓願寺
- 飛島善光寺
- 本正寺
- 長昌院 - 津金胤臣（津金文左衛門）の墓所がある。新田の開墾の際の拠点だったとされている[1]。
- 無量寺

主な神社
- 飛島神社
- 竹之郷神社
- 古政神社
- 新政成神社
- 元松神社 - 津金胤臣（津金文左衛門）の銅像が建っている。
- 稲荷社
- 渚神社
- 縣社

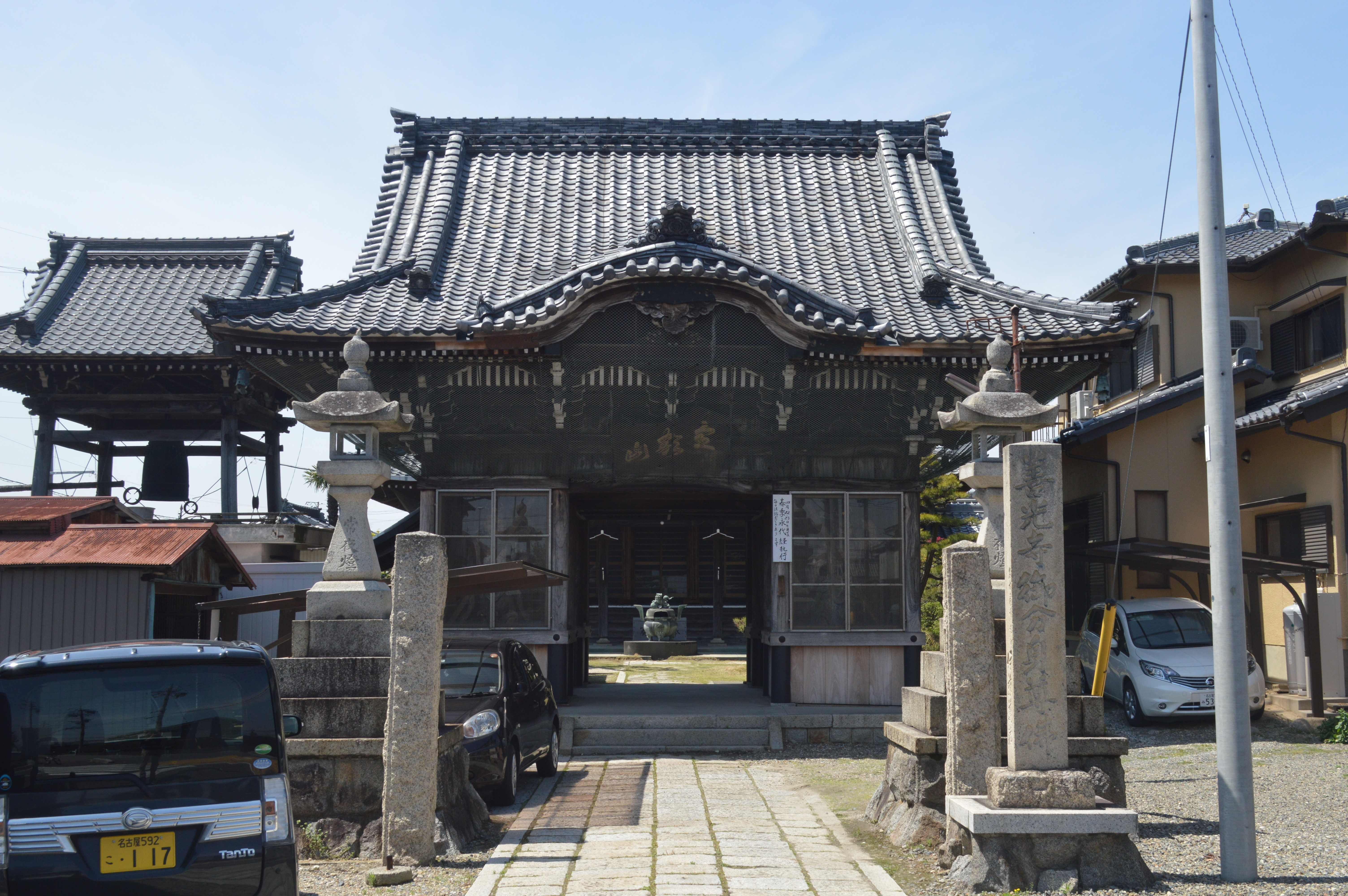
飛島善光寺
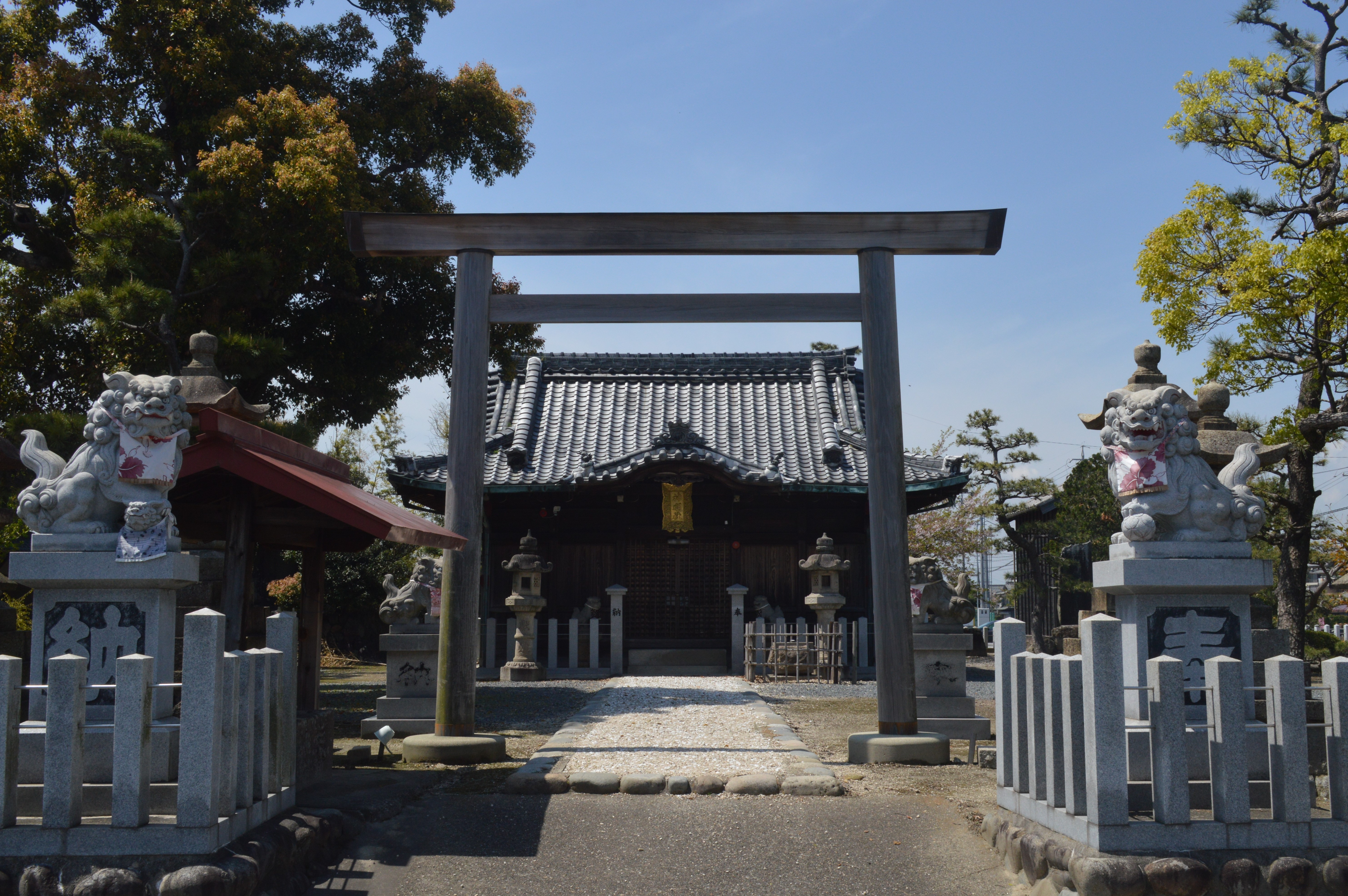
元松神社
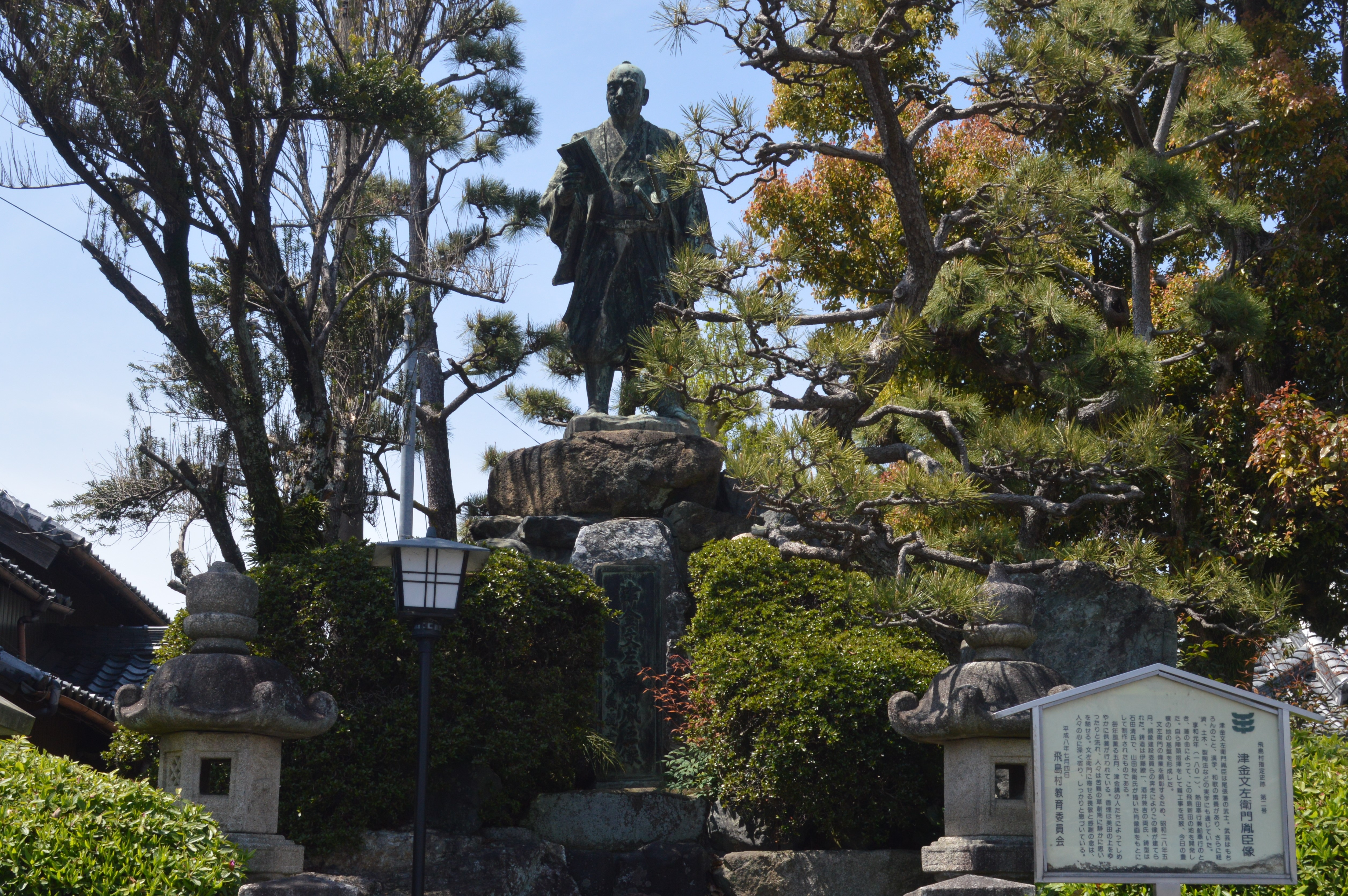
元松神社にある津金胤臣の銅像
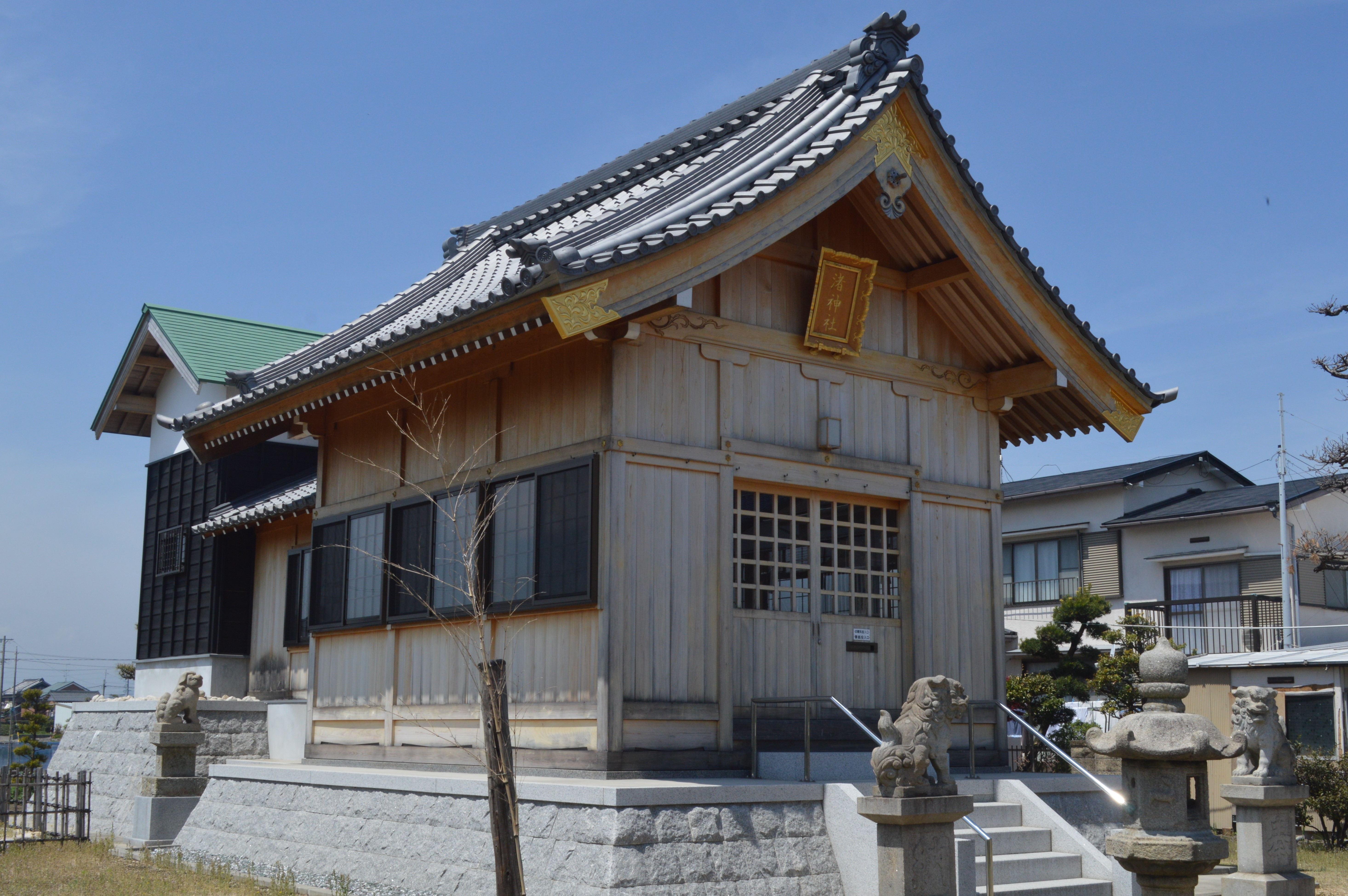
渚神社

### 観光スポット
- 藤前干潟 - ラムサール条約登録地。庄内川と新川を隔てた名古屋市港区と飛島村の間に位置している。
- 大宝六角れんが蔵 - 1908年頃竣工の蔵。飛島村指定有形文化財。
- 飛島村大宝排水機場保存館

### 娯楽施設
- 飛島温泉

## 関連人物
- 津金胤臣（津金文左衛門） - 尾張国名古屋出身の武士。飛島新田の開拓に携わり、飛島村の元松神社に銅像が建っている。墓地は飛島村の長昌院にある。